# Odenplan Stockholm 1988
Odenplan Stockholm 1988 är ett musikalbum som släpptes i september 2009 av den svenske rapparen Mange Schmidt.

## Låtlista
1. Varje dag - intro
2. Ledig
3. Vill du se en stjärna
4. Vet att du förstår
5. Odenplan Stockholm 1988
6. Snubben är old school - men flavorn e fresh
7. Aldrig pank - feat. Mohammed Ali
8. Först och främst - feat. Thomas Rusiak
9. Hur är det möjligt
10. I min natur
11. Inget att förlora
12. Håll käften del 3 - feat. Thomas Rusiak & Eye N' I
13. Varje dag - outro